# Liste des communes d'Eure-et-Loir
Pour les autres listes de communes françaises, voir Listes des communes de France.
| - L'Eure-et-Loir en France métropolitaine. - Carte des communes d'Eure-et-Loir. |

Cette page liste les 363 communes du département français d'Eure-et-Loir au 1er janvier 2025.

## Historique
Le département d'Eure-et-Loir a été créé le 4 mars 1790 en application de la loi du 22 décembre 1789.
En 2018 à la suite de la création de 11 « communes nouvelles » depuis 2015, leur nombre est passé de 401 à 373 (voir la liste des anciennes communes d'Eure-et-Loir).
Le 1er janvier 2025, le nombre de communes passe de 365 à 363 à la suite de la création de la commune nouvelle de Neuville Saint Denis

## Liste des communes
Le tableau suivant donne la liste des communes au 1er janvier 2025, en précisant leur code Insee, leur code postal principal, leur arrondissement, leur canton, leur intercommunalité, leur superficie, leur population et leur densité, d'après les chiffres de l'Insee issus du recensement 2022,.
| Nom                            | Code Insee | Code postal | Arrondissement   | Canton                           | Intercommunalité                          | Superficie (km2) | Population (dernière pop. légale) | Densité (hab./km2) | Modifier                                    |
| ------------------------------ | ---------- | ----------- | ---------------- | -------------------------------- | ----------------------------------------- | ---------------- | --------------------------------- | ------------------ | ------------------------------------------- |
| Chartres (préfecture)          | 28085      | 28000       | Chartres         | Chartres-1 Chartres-2 Chartres-3 | CA Chartres Métropole                     | 16,85            | 37 990 (2022)                     | 2 255              | modifier les données · modifier les données |
| Abondant                       | 28001      | 28410       | Dreux            | Anet                             | CA du Pays de Dreux                       | 34,80            | 2 446 (2022)                      | 70                 | modifier les données · modifier les données |
| Allainville                    | 28003      | 28500       | Dreux            | Dreux-1                          | CA du Pays de Dreux                       | 5,28             | 153 (2022)                        | 29                 | modifier les données · modifier les données |
| Allonnes                       | 28004      | 28150       | Chartres         | Les Villages Vovéens             | CA Chartres Métropole                     | 10,25            | 319 (2022)                        | 31                 | modifier les données · modifier les données |
| Alluyes                        | 28005      | 28800       | Châteaudun       | Châteaudun                       | CC du Bonnevalais                         | 19,58            | 758 (2022)                        | 39                 | modifier les données · modifier les données |
| Amilly                         | 28006      | 28300       | Chartres         | Lucé                             | CA Chartres Métropole                     | 20,01            | 1 823 (2022)                      | 91                 | modifier les données · modifier les données |
| Anet                           | 28007      | 28260       | Dreux            | Anet                             | CA du Pays de Dreux                       | 7,85             | 2 708 (2022)                      | 345                | modifier les données · modifier les données |
| Arcisses                       | 28236      | 28400       | Nogent-le-Rotrou | Nogent-le-Rotrou                 | CC du Perche                              | 45,43            | 2 209 (2022)                      | 49                 | modifier les données · modifier les données |
| Ardelles                       | 28008      | 28170       | Dreux            | Saint-Lubin-des-Joncherets       | CA du Pays de Dreux                       | 10,40            | 210 (2022)                        | 20                 | modifier les données · modifier les données |
| Ardelu                         | 28009      | 28700       | Chartres         | Auneau                           | CC Cœur de Beauce                         | 4,07             | 72 (2022)                         | 18                 | modifier les données · modifier les données |
| Argenvilliers                  | 28010      | 28480       | Nogent-le-Rotrou | Nogent-le-Rotrou                 | CC du Perche                              | 18,35            | 318 (2022)                        | 17                 | modifier les données · modifier les données |
| Aunay-sous-Auneau              | 28013      | 28700       | Chartres         | Auneau                           | CC des Portes Euréliennes d'Île-de-France | 19,41            | 1 511 (2022)                      | 78                 | modifier les données · modifier les données |
| Aunay-sous-Crécy               | 28014      | 28500       | Dreux            | Dreux-1                          | CA du Pays de Dreux                       | 8,45             | 659 (2022)                        | 78                 | modifier les données · modifier les données |
| Auneau-Bleury-Saint-Symphorien | 28015      | 28700       | Chartres         | Auneau                           | CC des Portes Euréliennes d'Île-de-France | 34,29            | 6 354 (2022)                      | 185                | modifier les données · modifier les données |
| Les Autels-Villevillon         | 28016      | 28330       | Nogent-le-Rotrou | Brou                             | CC du Perche                              | 10,08            | 110 (2022)                        | 11                 | modifier les données · modifier les données |
| Authon-du-Perche               | 28018      | 28330       | Nogent-le-Rotrou | Brou                             | CC du Perche                              | 34,82            | 1 482 (2022)                      | 43                 | modifier les données · modifier les données |
| Baigneaux                      | 28019      | 28140       | Châteaudun       | Les Villages Vovéens             | CC Cœur de Beauce                         | 11,78            | 216 (2022)                        | 18                 | modifier les données · modifier les données |
| Bailleau-Armenonville          | 28023      | 28320       | Chartres         | Auneau                           | CC des Portes Euréliennes d'Île-de-France | 17,46            | 1 322 (2022)                      | 76                 | modifier les données · modifier les données |
| Bailleau-l'Évêque              | 28022      | 28300       | Chartres         | Chartres-3                       | CA Chartres Métropole                     | 19,68            | 1 190 (2022)                      | 60                 | modifier les données · modifier les données |
| Bailleau-le-Pin                | 28021      | 28120       | Chartres         | Illiers-Combray                  | CC Entre Beauce et Perche                 | 16,54            | 1 645 (2022)                      | 99                 | modifier les données · modifier les données |
| Barjouville                    | 28024      | 28630       | Chartres         | Lucé                             | CA Chartres Métropole                     | 4,10             | 1 755 (2022)                      | 428                | modifier les données · modifier les données |
| Baudreville                    | 28026      | 28310       | Chartres         | Les Villages Vovéens             | CC Cœur de Beauce                         | 13,03            | 239 (2022)                        | 18                 | modifier les données · modifier les données |
| La Bazoche-Gouet               | 28027      | 28330       | Nogent-le-Rotrou | Brou                             | CC du Grand Châteaudun                    | 37,44            | 1 230 (2022)                      | 33                 | modifier les données · modifier les données |
| Bazoches-en-Dunois             | 28028      | 28140       | Châteaudun       | Les Villages Vovéens             | CC Cœur de Beauce                         | 18,68            | 262 (2022)                        | 14                 | modifier les données · modifier les données |
| Bazoches-les-Hautes            | 28029      | 28140       | Châteaudun       | Les Villages Vovéens             | CC Cœur de Beauce                         | 16,98            | 328 (2022)                        | 19                 | modifier les données · modifier les données |
| Beauche                        | 28030      | 28270       | Dreux            | Saint-Lubin-des-Joncherets       | CA du Pays de Dreux                       | 16,60            | 284 (2022)                        | 17                 | modifier les données · modifier les données |
| Beaumont-les-Autels            | 28031      | 28480       | Nogent-le-Rotrou | Brou                             | CC du Perche                              | 20,98            | 430 (2022)                        | 20                 | modifier les données · modifier les données |
| Beauvilliers                   | 28032      | 28150       | Chartres         | Les Villages Vovéens             | CC Cœur de Beauce                         | 23,05            | 342 (2022)                        | 15                 | modifier les données · modifier les données |
| Belhomert-Guéhouville          | 28033      | 28240       | Nogent-le-Rotrou | Nogent-le-Rotrou                 | CC Terres de Perche                       | 10,95            | 811 (2022)                        | 74                 | modifier les données · modifier les données |
| Berchères-les-Pierres          | 28035      | 28630       | Chartres         | Chartres-2                       | CA Chartres Métropole                     | 19,83            | 1 000 (2022)                      | 50                 | modifier les données · modifier les données |
| Berchères-Saint-Germain        | 28034      | 28300       | Chartres         | Chartres-1                       | CA Chartres Métropole                     | 27,67            | 898 (2022)                        | 32                 | modifier les données · modifier les données |
| Berchères-sur-Vesgre           | 28036      | 28260       | Dreux            | Anet                             | CA du Pays de Dreux                       | 11,99            | 855 (2022)                        | 71                 | modifier les données · modifier les données |
| Bérou-la-Mulotière             | 28037      | 28270       | Dreux            | Saint-Lubin-des-Joncherets       | CA du Pays de Dreux                       | 13,20            | 345 (2022)                        | 26                 | modifier les données · modifier les données |
| Béthonvilliers                 | 28038      | 28330       | Nogent-le-Rotrou | Brou                             | CC du Perche                              | 12,33            | 132 (2022)                        | 11                 | modifier les données · modifier les données |
| Béville-le-Comte               | 28039      | 28700       | Chartres         | Auneau                           | CC des Portes Euréliennes d'Île-de-France | 20,12            | 1 693 (2022)                      | 84                 | modifier les données · modifier les données |
| Billancelles                   | 28040      | 28190       | Chartres         | Illiers-Combray                  | CC Entre Beauce et Perche                 | 11,95            | 314 (2022)                        | 26                 | modifier les données · modifier les données |
| Blandainville                  | 28041      | 28120       | Chartres         | Illiers-Combray                  | CC Entre Beauce et Perche                 | 13,68            | 282 (2022)                        | 21                 | modifier les données · modifier les données |
| Boissy-en-Drouais              | 28045      | 28500       | Dreux            | Dreux-1                          | CA du Pays de Dreux                       | 6,03             | 229 (2022)                        | 38                 | modifier les données · modifier les données |
| Boissy-lès-Perche              | 28046      | 28340       | Dreux            | Saint-Lubin-des-Joncherets       | CC des Forêts du Perche                   | 33,66            | 495 (2022)                        | 15                 | modifier les données · modifier les données |
| Boisville-la-Saint-Père        | 28047      | 28150       | Chartres         | Les Villages Vovéens             | CA Chartres Métropole                     | 24,92            | 721 (2022)                        | 29                 | modifier les données · modifier les données |
| Boncé                          | 28049      | 28150       | Chartres         | Les Villages Vovéens             | CA Chartres Métropole                     | 8,76             | 223 (2022)                        | 25                 | modifier les données · modifier les données |
| Boncourt                       | 28050      | 28260       | Dreux            | Anet                             | CA du Pays de Dreux                       | 3,71             | 283 (2022)                        | 76                 | modifier les données · modifier les données |
| Bonneval                       | 28051      | 28800       | Châteaudun       | Châteaudun                       | CC du Bonnevalais                         | 28,78            | 4 890 (2022)                      | 170                | modifier les données · modifier les données |
| Bouglainval                    | 28052      | 28130       | Chartres         | Épernon                          | CA Chartres Métropole                     | 14,20            | 737 (2022)                        | 52                 | modifier les données · modifier les données |
| Le Boullay-les-Deux-Églises    | 28053      | 28170       | Dreux            | Saint-Lubin-des-Joncherets       | CA du Pays de Dreux                       | 13,82            | 250 (2022)                        | 18                 | modifier les données · modifier les données |
| Le Boullay-Mivoye              | 28054      | 28210       | Dreux            | Dreux-2                          | CA du Pays de Dreux                       | 10,92            | 529 (2022)                        | 48                 | modifier les données · modifier les données |
| Le Boullay-Thierry             | 28055      | 28210       | Dreux            | Dreux-2                          | CA du Pays de Dreux                       | 12,87            | 585 (2022)                        | 45                 | modifier les données · modifier les données |
| La Bourdinière-Saint-Loup      | 28048      | 28360       | Chartres         | Chartres-2                       | CA Chartres Métropole                     | 20,16            | 751 (2022)                        | 37                 | modifier les données · modifier les données |
| Boutigny-Prouais               | 28056      | 28410       | Dreux            | Anet                             | CC du Pays Houdanais                      | 32,50            | 1 708 (2022)                      | 53                 | modifier les données · modifier les données |
| Bouville                       | 28057      | 28800       | Châteaudun       | Les Villages Vovéens             | CC du Bonnevalais                         | 15,65            | 553 (2022)                        | 35                 | modifier les données · modifier les données |
| Bréchamps                      | 28058      | 28210       | Dreux            | Dreux-2                          | CC des Portes Euréliennes d'Île-de-France | 5,43             | 365 (2022)                        | 67                 | modifier les données · modifier les données |
| Brezolles                      | 28059      | 28270       | Dreux            | Saint-Lubin-des-Joncherets       | CA du Pays de Dreux                       | 14,23            | 1 796 (2022)                      | 126                | modifier les données · modifier les données |
| Briconville                    | 28060      | 28300       | Chartres         | Chartres-1                       | CA Chartres Métropole                     | 6,26             | 268 (2022)                        | 43                 | modifier les données · modifier les données |
| Brou                           | 28061      | 28160       | Châteaudun       | Brou                             | CC du Grand Châteaudun                    | 19,83            | 3 245 (2022)                      | 164                | modifier les données · modifier les données |
| Broué                          | 28062      | 28410       | Dreux            | Anet                             | CA du Pays de Dreux                       | 12,03            | 859 (2022)                        | 71                 | modifier les données · modifier les données |
| Bû                             | 28064      | 28410       | Dreux            | Anet                             | CA du Pays de Dreux                       | 22,60            | 2 093 (2022)                      | 93                 | modifier les données · modifier les données |
| Bullainville                   | 28065      | 28800       | Châteaudun       | Les Villages Vovéens             | CC du Bonnevalais                         | 6,66             | 111 (2022)                        | 17                 | modifier les données · modifier les données |
| Cernay                         | 28067      | 28120       | Chartres         | Illiers-Combray                  | CC Entre Beauce et Perche                 | 7,89             | 83 (2022)                         | 11                 | modifier les données · modifier les données |
| Challet                        | 28068      | 28300       | Chartres         | Chartres-1                       | CA Chartres Métropole                     | 10,17            | 432 (2022)                        | 42                 | modifier les données · modifier les données |
| Champhol                       | 28070      | 28300       | Chartres         | Chartres-1                       | CA Chartres Métropole                     | 5,37             | 3 674 (2022)                      | 684                | modifier les données · modifier les données |
| Champrond-en-Gâtine            | 28071      | 28240       | Nogent-le-Rotrou | Nogent-le-Rotrou                 | CC Terres de Perche                       | 33,68            | 733 (2022)                        | 22                 | modifier les données · modifier les données |
| Champrond-en-Perchet           | 28072      | 28400       | Nogent-le-Rotrou | Nogent-le-Rotrou                 | CC du Perche                              | 9,02             | 389 (2022)                        | 43                 | modifier les données · modifier les données |
| Champseru                      | 28073      | 28700       | Chartres         | Auneau                           | CA Chartres Métropole                     | 14,99            | 347 (2022)                        | 23                 | modifier les données · modifier les données |
| La Chapelle-d'Aunainville      | 28074      | 28700       | Chartres         | Auneau                           | CC des Portes Euréliennes d'Île-de-France | 7,50             | 243 (2022)                        | 32                 | modifier les données · modifier les données |
| La Chapelle-du-Noyer           | 28075      | 28200       | Châteaudun       | Châteaudun                       | CC du Grand Châteaudun                    | 13,31            | 1 014 (2022)                      | 76                 | modifier les données · modifier les données |
| La Chapelle-Forainvilliers     | 28076      | 28500       | Dreux            | Anet                             | CA du Pays de Dreux                       | 5,38             | 214 (2022)                        | 40                 | modifier les données · modifier les données |
| La Chapelle-Fortin             | 28077      | 28340       | Dreux            | Saint-Lubin-des-Joncherets       | CC des Forêts du Perche                   | 14,41            | 169 (2022)                        | 12                 | modifier les données · modifier les données |
| Chapelle-Guillaume             | 28078      | 28330       | Nogent-le-Rotrou | Brou                             | CC du Grand Châteaudun                    | 19,86            | 182 (2022)                        | 9,2                | modifier les données · modifier les données |
| Chapelle-Royale                | 28079      | 28290       | Nogent-le-Rotrou | Brou                             | CC du Perche                              | 9,89             | 321 (2022)                        | 32                 | modifier les données · modifier les données |
| Charbonnières                  | 28080      | 28330       | Nogent-le-Rotrou | Brou                             | CC du Perche                              | 20,91            | 259 (2022)                        | 12                 | modifier les données · modifier les données |
| Charonville                    | 28081      | 28120       | Chartres         | Illiers-Combray                  | CC Entre Beauce et Perche                 | 9,66             | 298 (2022)                        | 31                 | modifier les données · modifier les données |
| Charpont                       | 28082      | 28500       | Dreux            | Dreux-2                          | CA du Pays de Dreux                       | 7,12             | 638 (2022)                        | 90                 | modifier les données · modifier les données |
| Chartainvilliers               | 28084      | 28130       | Chartres         | Épernon                          | CA Chartres Métropole                     | 9,07             | 665 (2022)                        | 73                 | modifier les données · modifier les données |
| Chassant                       | 28086      | 28480       | Nogent-le-Rotrou | Nogent-le-Rotrou                 | CC Terres de Perche                       | 4,46             | 304 (2022)                        | 68                 | modifier les données · modifier les données |
| Châtaincourt                   | 28087      | 28270       | Dreux            | Saint-Lubin-des-Joncherets       | CA du Pays de Dreux                       | 14,82            | 227 (2022)                        | 15                 | modifier les données · modifier les données |
| Châteaudun                     | 28088      | 28200       | Châteaudun       | Châteaudun                       | CC du Grand Châteaudun                    | 28,48            | 12 898 (2022)                     | 453                | modifier les données · modifier les données |
| Châteauneuf-en-Thymerais       | 28089      | 28170       | Dreux            | Saint-Lubin-des-Joncherets       | CA du Pays de Dreux                       | 4,07             | 2 632 (2022)                      | 647                | modifier les données · modifier les données |
| Les Châtelets                  | 28090      | 28270       | Dreux            | Saint-Lubin-des-Joncherets       | CA du Pays de Dreux                       | 9,92             | 111 (2022)                        | 11                 | modifier les données · modifier les données |
| Les Châtelliers-Notre-Dame     | 28091      | 28120       | Chartres         | Illiers-Combray                  | CC Entre Beauce et Perche                 | 10,87            | 149 (2022)                        | 14                 | modifier les données · modifier les données |
| Châtenay                       | 28092      | 28700       | Chartres         | Auneau                           | CC des Portes Euréliennes d'Île-de-France | 10,27            | 236 (2022)                        | 23                 | modifier les données · modifier les données |
| Chaudon                        | 28094      | 28210       | Dreux            | Dreux-2                          | CC des Portes Euréliennes d'Île-de-France | 11,34            | 1 689 (2022)                      | 149                | modifier les données · modifier les données |
| Chauffours                     | 28095      | 28120       | Chartres         | Illiers-Combray                  | CA Chartres Métropole                     | 7,50             | 290 (2022)                        | 39                 | modifier les données · modifier les données |
| La Chaussée-d'Ivry             | 28096      | 28260       | Dreux            | Anet                             | CA du Pays de Dreux                       | 8,39             | 1 307 (2022)                      | 156                | modifier les données · modifier les données |
| Cherisy                        | 28098      | 28500       | Dreux            | Anet                             | CA du Pays de Dreux                       | 12,38            | 1 857 (2022)                      | 150                | modifier les données · modifier les données |
| Chuisnes                       | 28099      | 28190       | Chartres         | Illiers-Combray                  | CC Entre Beauce et Perche                 | 22,98            | 1 123 (2022)                      | 49                 | modifier les données · modifier les données |
| Cintray                        | 28100      | 28300       | Chartres         | Lucé                             | CA Chartres Métropole                     | 4,00             | 470 (2022)                        | 118                | modifier les données · modifier les données |
| Clévilliers                    | 28102      | 28300       | Chartres         | Chartres-1                       | CA Chartres Métropole                     | 15,78            | 753 (2022)                        | 48                 | modifier les données · modifier les données |
| Cloyes-les-Trois-Rivières      | 28103      | 28220       | Châteaudun       | Brou                             | CC du Grand Châteaudun                    | 119,19           | 5 601 (2022)                      | 47                 | modifier les données · modifier les données |
| Coltainville                   | 28104      | 28300       | Chartres         | Chartres-1                       | CA Chartres Métropole                     | 18,02            | 904 (2022)                        | 50                 | modifier les données · modifier les données |
| Combres                        | 28105      | 28480       | Nogent-le-Rotrou | Nogent-le-Rotrou                 | CC Terres de Perche                       | 14,90            | 553 (2022)                        | 37                 | modifier les données · modifier les données |
| Conie-Molitard                 | 28106      | 28200       | Châteaudun       | Châteaudun                       | CC du Grand Châteaudun                    | 15,17            | 389 (2022)                        | 26                 | modifier les données · modifier les données |
| Corancez                       | 28107      | 28630       | Chartres         | Chartres-2                       | CA Chartres Métropole                     | 6,80             | 361 (2022)                        | 53                 | modifier les données · modifier les données |
| Cormainville                   | 28108      | 28140       | Châteaudun       | Les Villages Vovéens             | CC Cœur de Beauce                         | 17,83            | 222 (2022)                        | 12                 | modifier les données · modifier les données |
| Les Corvées-les-Yys            | 28109      | 28240       | Nogent-le-Rotrou | Nogent-le-Rotrou                 | CC Terres de Perche                       | 13,51            | 327 (2022)                        | 24                 | modifier les données · modifier les données |
| Le Coudray                     | 28110      | 28630       | Chartres         | Chartres-2                       | CA Chartres Métropole                     | 5,52             | 4 063 (2022)                      | 736                | modifier les données · modifier les données |
| Coudray-au-Perche              | 28111      | 28330       | Nogent-le-Rotrou | Brou                             | CC du Perche                              | 14,64            | 364 (2022)                        | 25                 | modifier les données · modifier les données |
| Coulombs                       | 28113      | 28210       | Dreux            | Épernon                          | CC des Portes Euréliennes d'Île-de-France | 12,48            | 1 371 (2022)                      | 110                | modifier les données · modifier les données |
| Courbehaye                     | 28114      | 28140       | Châteaudun       | Les Villages Vovéens             | CC Cœur de Beauce                         | 19,70            | 137 (2022)                        | 7,0                | modifier les données · modifier les données |
| Courville-sur-Eure             | 28116      | 28190       | Chartres         | Illiers-Combray                  | CC Entre Beauce et Perche                 | 11,13            | 2 802 (2022)                      | 252                | modifier les données · modifier les données |
| Crécy-Couvé                    | 28117      | 28500       | Dreux            | Dreux-1                          | CA du Pays de Dreux                       | 6,65             | 263 (2022)                        | 40                 | modifier les données · modifier les données |
| Croisilles                     | 28118      | 28210       | Dreux            | Dreux-2                          | CC des Portes Euréliennes d'Île-de-France | 5,72             | 423 (2022)                        | 74                 | modifier les données · modifier les données |
| La Croix-du-Perche             | 28119      | 28480       | Nogent-le-Rotrou | Nogent-le-Rotrou                 | CC Terres de Perche                       | 12,50            | 148 (2022)                        | 12                 | modifier les données · modifier les données |
| Crucey-Villages                | 28120      | 28270       | Dreux            | Saint-Lubin-des-Joncherets       | CA du Pays de Dreux                       | 43,97            | 467 (2022)                        | 11                 | modifier les données · modifier les données |
| Dambron                        | 28121      | 28140       | Châteaudun       | Les Villages Vovéens             | CC Cœur de Beauce                         | 11,99            | 99 (2022)                         | 8,3                | modifier les données · modifier les données |
| Dammarie                       | 28122      | 28360       | Chartres         | Chartres-2                       | CA Chartres Métropole                     | 32,37            | 1 500 (2022)                      | 46                 | modifier les données · modifier les données |
| Dampierre-sous-Brou            | 28123      | 28160       | Châteaudun       | Brou                             | CC du Grand Châteaudun                    | 14,56            | 445 (2022)                        | 31                 | modifier les données · modifier les données |
| Dampierre-sur-Avre             | 28124      | 28350       | Dreux            | Saint-Lubin-des-Joncherets       | CA du Pays de Dreux                       | 18,27            | 763 (2022)                        | 42                 | modifier les données · modifier les données |
| Dancy                          | 28126      | 28800       | Châteaudun       | Châteaudun                       | CC du Bonnevalais                         | 9,90             | 204 (2022)                        | 21                 | modifier les données · modifier les données |
| Dangeau                        | 28127      | 28160       | Châteaudun       | Châteaudun                       | CC du Bonnevalais                         | 54,88            | 1 260 (2022)                      | 23                 | modifier les données · modifier les données |
| Dangers                        | 28128      | 28190       | Chartres         | Illiers-Combray                  | CA Chartres Métropole                     | 7,39             | 433 (2022)                        | 59                 | modifier les données · modifier les données |
| Denonville                     | 28129      | 28700       | Chartres         | Auneau                           | CA Chartres Métropole                     | 12,82            | 773 (2022)                        | 60                 | modifier les données · modifier les données |
| Digny                          | 28130      | 28250       | Dreux            | Saint-Lubin-des-Joncherets       | CC des Forêts du Perche                   | 39,99            | 1 002 (2022)                      | 25                 | modifier les données · modifier les données |
| Donnemain-Saint-Mamès          | 28132      | 28200       | Châteaudun       | Châteaudun                       | CC du Grand Châteaudun                    | 12,78            | 661 (2022)                        | 52                 | modifier les données · modifier les données |
| Dreux                          | 28134      | 28100       | Dreux            | Dreux-1 Dreux-2                  | CA du Pays de Dreux                       | 24,27            | 31 205 (2022)                     | 1 286              | modifier les données · modifier les données |
| Droue-sur-Drouette             | 28135      | 28230       | Chartres         | Épernon                          | CC des Portes Euréliennes d'Île-de-France | 5,26             | 1 204 (2022)                      | 229                | modifier les données · modifier les données |
| Écluzelles                     | 28136      | 28500       | Dreux            | Dreux-2                          | CA du Pays de Dreux                       | 3,22             | 159 (2022)                        | 49                 | modifier les données · modifier les données |
| Écrosnes                       | 28137      | 28320       | Chartres         | Auneau                           | CC des Portes Euréliennes d'Île-de-France | 23,27            | 860 (2022)                        | 37                 | modifier les données · modifier les données |
| Éole-en-Beauce                 | 28406      | 28150       | Chartres         | Les Villages Vovéens             | CC Cœur de Beauce                         | 102,86           | 1 240 (2022)                      | 12                 | modifier les données · modifier les données |
| Épeautrolles                   | 28139      | 28120       | Chartres         | Illiers-Combray                  | CC Entre Beauce et Perche                 | 9,31             | 169 (2022)                        | 18                 | modifier les données · modifier les données |
| Épernon                        | 28140      | 28230       | Chartres         | Épernon                          | CC des Portes Euréliennes d'Île-de-France | 6,45             | 5 509 (2022)                      | 854                | modifier les données · modifier les données |
| Ermenonville-la-Grande         | 28141      | 28120       | Chartres         | Illiers-Combray                  | CA Chartres Métropole                     | 12,07            | 315 (2022)                        | 26                 | modifier les données · modifier les données |
| Ermenonville-la-Petite         | 28142      | 28120       | Chartres         | Illiers-Combray                  | CC Entre Beauce et Perche                 | 5,12             | 189 (2022)                        | 37                 | modifier les données · modifier les données |
| Escorpain                      | 28143      | 28270       | Dreux            | Saint-Lubin-des-Joncherets       | CA du Pays de Dreux                       | 9,42             | 234 (2022)                        | 25                 | modifier les données · modifier les données |
| Les Étilleux                   | 28144      | 28330       | Nogent-le-Rotrou | Brou                             | CC du Perche                              | 8,35             | 194 (2022)                        | 23                 | modifier les données · modifier les données |
| Faverolles                     | 28146      | 28210       | Dreux            | Épernon                          | CC des Portes Euréliennes d'Île-de-France | 9,94             | 818 (2022)                        | 82                 | modifier les données · modifier les données |
| Favières                       | 28147      | 28170       | Dreux            | Saint-Lubin-des-Joncherets       | CA du Pays de Dreux                       | 12,69            | 625 (2022)                        | 49                 | modifier les données · modifier les données |
| Le Favril                      | 28148      | 28190       | Chartres         | Illiers-Combray                  | CC Entre Beauce et Perche                 | 23,80            | 365 (2022)                        | 15                 | modifier les données · modifier les données |
| La Ferté-Vidame                | 28149      | 28340       | Dreux            | Saint-Lubin-des-Joncherets       | CC des Forêts du Perche                   | 39,81            | 558 (2022)                        | 14                 | modifier les données · modifier les données |
| Fessanvilliers-Mattanvilliers  | 28151      | 28270       | Dreux            | Saint-Lubin-des-Joncherets       | CA du Pays de Dreux                       | 11,63            | 172 (2022)                        | 15                 | modifier les données · modifier les données |
| Flacey                         | 28153      | 28800       | Châteaudun       | Châteaudun                       | CC du Bonnevalais                         | 13,99            | 212 (2022)                        | 15                 | modifier les données · modifier les données |
| Fontaine-la-Guyon              | 28154      | 28190       | Chartres         | Illiers-Combray                  | CC Entre Beauce et Perche                 | 14,59            | 1 675 (2022)                      | 115                | modifier les données · modifier les données |
| Fontaine-les-Ribouts           | 28155      | 28170       | Dreux            | Saint-Lubin-des-Joncherets       | CA du Pays de Dreux                       | 7,12             | 187 (2022)                        | 26                 | modifier les données · modifier les données |
| Fontaine-Simon                 | 28156      | 28240       | Nogent-le-Rotrou | Nogent-le-Rotrou                 | CC Terres de Perche                       | 16,88            | 887 (2022)                        | 53                 | modifier les données · modifier les données |
| Fontenay-sur-Conie             | 28157      | 28140       | Châteaudun       | Les Villages Vovéens             | CC Cœur de Beauce                         | 13,25            | 149 (2022)                        | 11                 | modifier les données · modifier les données |
| Fontenay-sur-Eure              | 28158      | 28630       | Chartres         | Lucé                             | CA Chartres Métropole                     | 13,80            | 1 180 (2022)                      | 86                 | modifier les données · modifier les données |
| La Framboisière                | 28159      | 28250       | Dreux            | Saint-Lubin-des-Joncherets       | CC des Forêts du Perche                   | 5,23             | 337 (2022)                        | 64                 | modifier les données · modifier les données |
| Francourville                  | 28160      | 28700       | Chartres         | Auneau                           | CA Chartres Métropole                     | 18,46            | 930 (2022)                        | 50                 | modifier les données · modifier les données |
| Frazé                          | 28161      | 28160       | Nogent-le-Rotrou | Brou                             | CC Terres de Perche                       | 27,55            | 488 (2022)                        | 18                 | modifier les données · modifier les données |
| Fresnay-l'Évêque               | 28164      | 28310       | Chartres         | Les Villages Vovéens             | CC Cœur de Beauce                         | 29,04            | 741 (2022)                        | 26                 | modifier les données · modifier les données |
| Fresnay-le-Comte               | 28162      | 28360       | Chartres         | Chartres-2                       | CA Chartres Métropole                     | 8,25             | 286 (2022)                        | 35                 | modifier les données · modifier les données |
| Fresnay-le-Gilmert             | 28163      | 28300       | Chartres         | Chartres-1                       | CA Chartres Métropole                     | 6,03             | 223 (2022)                        | 37                 | modifier les données · modifier les données |
| Friaize                        | 28166      | 28240       | Nogent-le-Rotrou | Illiers-Combray                  | CC Entre Beauce et Perche                 | 10,53            | 261 (2022)                        | 25                 | modifier les données · modifier les données |
| Fruncé                         | 28167      | 28190       | Chartres         | Illiers-Combray                  | CC Entre Beauce et Perche                 | 16,97            | 378 (2022)                        | 22                 | modifier les données · modifier les données |
| Gallardon                      | 28168      | 28320       | Chartres         | Auneau                           | CC des Portes Euréliennes d'Île-de-France | 11,27            | 3 537 (2022)                      | 314                | modifier les données · modifier les données |
| Garancières-en-Beauce          | 28169      | 28700       | Chartres         | Auneau                           | CC Cœur de Beauce                         | 11,26            | 222 (2022)                        | 20                 | modifier les données · modifier les données |
| Garancières-en-Drouais         | 28170      | 28500       | Dreux            | Dreux-1                          | CA du Pays de Dreux                       | 6,46             | 283 (2022)                        | 44                 | modifier les données · modifier les données |
| Garnay                         | 28171      | 28500       | Dreux            | Dreux-1                          | CA du Pays de Dreux                       | 14,13            | 1 000 (2022)                      | 71                 | modifier les données · modifier les données |
| Gas                            | 28172      | 28320       | Chartres         | Épernon                          | CC des Portes Euréliennes d'Île-de-France | 11,97            | 730 (2022)                        | 61                 | modifier les données · modifier les données |
| Gasville-Oisème                | 28173      | 28300       | Chartres         | Chartres-1                       | CA Chartres Métropole                     | 9,09             | 1 474 (2022)                      | 162                | modifier les données · modifier les données |
| La Gaudaine                    | 28175      | 28400       | Nogent-le-Rotrou | Nogent-le-Rotrou                 | CC du Perche                              | 9,19             | 179 (2022)                        | 19                 | modifier les données · modifier les données |
| Le Gault-Saint-Denis           | 28176      | 28800       | Châteaudun       | Les Villages Vovéens             | CC du Bonnevalais                         | 23,35            | 674 (2022)                        | 29                 | modifier les données · modifier les données |
| Gellainville                   | 28177      | 28630       | Chartres         | Chartres-2                       | CA Chartres Métropole                     | 12,01            | 763 (2022)                        | 64                 | modifier les données · modifier les données |
| Germainville                   | 28178      | 28500       | Dreux            | Anet                             | CA du Pays de Dreux                       | 8,67             | 345 (2022)                        | 40                 | modifier les données · modifier les données |
| Gilles                         | 28180      | 28260       | Dreux            | Anet                             | CA du Pays de Dreux                       | 7,26             | 503 (2022)                        | 69                 | modifier les données · modifier les données |
| Gohory                         | 28182      | 28160       | Châteaudun       | Brou                             | CC du Grand Châteaudun                    | 9,47             | 319 (2022)                        | 34                 | modifier les données · modifier les données |
| Gommerville                    | 28183      | 28310 28700 | Chartres         | Les Villages Vovéens             | CC Cœur de Beauce                         | 32,45            | 667 (2022)                        | 21                 | modifier les données · modifier les données |
| Gouillons                      | 28184      | 28310       | Chartres         | Les Villages Vovéens             | CC Cœur de Beauce                         | 12,04            | 337 (2022)                        | 28                 | modifier les données · modifier les données |
| Goussainville                  | 28185      | 28410       | Dreux            | Anet                             | CC du Pays Houdanais                      | 13,04            | 1 340 (2022)                      | 103                | modifier les données · modifier les données |
| Guainville                     | 28187      | 28260       | Dreux            | Anet                             | CA du Pays de Dreux                       | 14,12            | 684 (2022)                        | 48                 | modifier les données · modifier les données |
| Le Gué-de-Longroi              | 28188      | 28700       | Chartres         | Auneau                           | CC des Portes Euréliennes d'Île-de-France | 6,90             | 889 (2022)                        | 129                | modifier les données · modifier les données |
| Guilleville                    | 28189      | 28310       | Chartres         | Les Villages Vovéens             | CC Cœur de Beauce                         | 13,41            | 163 (2022)                        | 12                 | modifier les données · modifier les données |
| Guillonville                   | 28190      | 28140       | Châteaudun       | Les Villages Vovéens             | CC Cœur de Beauce                         | 27,15            | 463 (2022)                        | 17                 | modifier les données · modifier les données |
| Hanches                        | 28191      | 28130       | Chartres         | Épernon                          | CC des Portes Euréliennes d'Île-de-France | 16,04            | 2 710 (2022)                      | 169                | modifier les données · modifier les données |
| Happonvilliers                 | 28192      | 28480       | Nogent-le-Rotrou | Nogent-le-Rotrou                 | CC Terres de Perche                       | 18,96            | 309 (2022)                        | 16                 | modifier les données · modifier les données |
| Havelu                         | 28193      | 28410       | Dreux            | Anet                             | CC du Pays Houdanais                      | 3,70             | 131 (2022)                        | 35                 | modifier les données · modifier les données |
| Houville-la-Branche            | 28194      | 28700       | Chartres         | Auneau                           | CA Chartres Métropole                     | 13,88            | 414 (2022)                        | 30                 | modifier les données · modifier les données |
| Houx                           | 28195      | 28130       | Chartres         | Épernon                          | CA Chartres Métropole                     | 6,24             | 750 (2022)                        | 120                | modifier les données · modifier les données |
| Illiers-Combray                | 28196      | 28120       | Chartres         | Illiers-Combray                  | CC Entre Beauce et Perche                 | 33,60            | 3 228 (2022)                      | 96                 | modifier les données · modifier les données |
| Intréville                     | 28197      | 28310       | Chartres         | Les Villages Vovéens             | CC Cœur de Beauce                         | 8,91             | 121 (2022)                        | 14                 | modifier les données · modifier les données |
| Jallans                        | 28198      | 28200       | Châteaudun       | Châteaudun                       | CC du Grand Châteaudun                    | 8,99             | 787 (2022)                        | 88                 | modifier les données · modifier les données |
| Janville-en-Beauce             | 28199      | 28310       | Chartres         | Les Villages Vovéens             | CC Cœur de Beauce                         | 42,32            | 2 482 (2022)                      | 59                 | modifier les données · modifier les données |
| Jaudrais                       | 28200      | 28250       | Dreux            | Saint-Lubin-des-Joncherets       | CC des Forêts du Perche                   | 15,30            | 409 (2022)                        | 27                 | modifier les données · modifier les données |
| Jouy                           | 28201      | 28300       | Chartres         | Chartres-1                       | CA Chartres Métropole                     | 12,89            | 1 989 (2022)                      | 154                | modifier les données · modifier les données |
| Lamblore                       | 28202      | 28340       | Dreux            | Saint-Lubin-des-Joncherets       | CC des Forêts du Perche                   | 10,80            | 323 (2022)                        | 30                 | modifier les données · modifier les données |
| Landelles                      | 28203      | 28190       | Chartres         | Illiers-Combray                  | CC Entre Beauce et Perche                 | 10,35            | 631 (2022)                        | 61                 | modifier les données · modifier les données |
| Laons                          | 28206      | 28270       | Dreux            | Saint-Lubin-des-Joncherets       | CA du Pays de Dreux                       | 15,78            | 655 (2022)                        | 42                 | modifier les données · modifier les données |
| Léthuin                        | 28207      | 28700       | Chartres         | Auneau                           | CC des Portes Euréliennes d'Île-de-France | 7,18             | 240 (2022)                        | 33                 | modifier les données · modifier les données |
| Levainville                    | 28208      | 28700       | Chartres         | Auneau                           | CC des Portes Euréliennes d'Île-de-France | 5,55             | 377 (2022)                        | 68                 | modifier les données · modifier les données |
| Lèves                          | 28209      | 28300       | Chartres         | Chartres-3                       | CA Chartres Métropole                     | 7,51             | 5 701 (2022)                      | 759                | modifier les données · modifier les données |
| Levesville-la-Chenard          | 28210      | 28310       | Chartres         | Les Villages Vovéens             | CC Cœur de Beauce                         | 13,89            | 235 (2022)                        | 17                 | modifier les données · modifier les données |
| Logron                         | 28211      | 28200       | Châteaudun       | Châteaudun                       | CC du Grand Châteaudun                    | 22,64            | 587 (2022)                        | 26                 | modifier les données · modifier les données |
| Loigny-la-Bataille             | 28212      | 28140       | Châteaudun       | Les Villages Vovéens             | CC Cœur de Beauce                         | 18,05            | 215 (2022)                        | 12                 | modifier les données · modifier les données |
| Lormaye                        | 28213      | 28210       | Dreux            | Épernon                          | CC des Portes Euréliennes d'Île-de-France | 1,43             | 683 (2022)                        | 478                | modifier les données · modifier les données |
| La Loupe                       | 28214      | 28240       | Nogent-le-Rotrou | Nogent-le-Rotrou                 | CC Terres de Perche                       | 7,27             | 3 230 (2022)                      | 444                | modifier les données · modifier les données |
| Louville-la-Chenard            | 28215      | 28150       | Chartres         | Les Villages Vovéens             | CC Cœur de Beauce                         | 19,51            | 247 (2022)                        | 13                 | modifier les données · modifier les données |
| Louvilliers-en-Drouais         | 28216      | 28500       | Dreux            | Dreux-1                          | CA du Pays de Dreux                       | 4,14             | 221 (2022)                        | 53                 | modifier les données · modifier les données |
| Louvilliers-lès-Perche         | 28217      | 28250       | Dreux            | Saint-Lubin-des-Joncherets       | CC des Forêts du Perche                   | 14,50            | 198 (2022)                        | 14                 | modifier les données · modifier les données |
| Lucé                           | 28218      | 28110       | Chartres         | Lucé                             | CA Chartres Métropole                     | 6,06             | 15 658 (2022)                     | 2 584              | modifier les données · modifier les données |
| Luigny                         | 28219      | 28480       | Nogent-le-Rotrou | Brou                             | CC du Perche                              | 15,88            | 423 (2022)                        | 27                 | modifier les données · modifier les données |
| Luisant                        | 28220      | 28600       | Chartres         | Lucé                             | CA Chartres Métropole                     | 4,43             | 6 818 (2022)                      | 1 539              | modifier les données · modifier les données |
| Lumeau                         | 28221      | 28140       | Châteaudun       | Les Villages Vovéens             | CC Cœur de Beauce                         | 15,28            | 137 (2022)                        | 9,0                | modifier les données · modifier les données |
| Luplanté                       | 28222      | 28360       | Chartres         | Illiers-Combray                  | CC Entre Beauce et Perche                 | 16,65            | 387 (2022)                        | 23                 | modifier les données · modifier les données |
| Luray                          | 28223      | 28500       | Dreux            | Dreux-2                          | CA du Pays de Dreux                       | 4,46             | 1 570 (2022)                      | 352                | modifier les données · modifier les données |
| Magny                          | 28225      | 28120       | Chartres         | Illiers-Combray                  | CC Entre Beauce et Perche                 | 13,03            | 652 (2022)                        | 50                 | modifier les données · modifier les données |
| Maillebois                     | 28226      | 28170       | Dreux            | Saint-Lubin-des-Joncherets       | CA du Pays de Dreux                       | 41,00            | 926 (2022)                        | 23                 | modifier les données · modifier les données |
| Maintenon                      | 28227      | 28130       | Chartres         | Épernon                          | CA Chartres Métropole                     | 11,44            | 4 532 (2022)                      | 396                | modifier les données · modifier les données |
| Mainvilliers                   | 28229      | 28300       | Chartres         | Chartres-3                       | CA Chartres Métropole                     | 11,92            | 10 950 (2022)                     | 919                | modifier les données · modifier les données |
| Maisons                        | 28230      | 28700       | Chartres         | Auneau                           | CC des Portes Euréliennes d'Île-de-France | 9,50             | 403 (2022)                        | 42                 | modifier les données · modifier les données |
| La Mancelière                  | 28231      | 28270       | Dreux            | Saint-Lubin-des-Joncherets       | CA du Pays de Dreux                       | 5,90             | 152 (2022)                        | 26                 | modifier les données · modifier les données |
| Manou                          | 28232      | 28240       | Nogent-le-Rotrou | Nogent-le-Rotrou                 | CC Terres de Perche                       | 13,38            | 606 (2022)                        | 45                 | modifier les données · modifier les données |
| Marboué                        | 28233      | 28200       | Châteaudun       | Châteaudun                       | CC du Grand Châteaudun                    | 26,56            | 1 124 (2022)                      | 42                 | modifier les données · modifier les données |
| Marchéville                    | 28234      | 28120       | Chartres         | Illiers-Combray                  | CC Entre Beauce et Perche                 | 12,38            | 506 (2022)                        | 41                 | modifier les données · modifier les données |
| Marchezais                     | 28235      | 28410       | Dreux            | Anet                             | CA du Pays de Dreux                       | 2,19             | 408 (2022)                        | 186                | modifier les données · modifier les données |
| Marolles-les-Buis              | 28237      | 28400       | Nogent-le-Rotrou | Nogent-le-Rotrou                 | CC Terres de Perche                       | 13,08            | 207 (2022)                        | 16                 | modifier les données · modifier les données |
| Marville-Moutiers-Brûlé        | 28239      | 28500       | Dreux            | Dreux-1                          | CA du Pays de Dreux                       | 20,24            | 1 027 (2022)                      | 51                 | modifier les données · modifier les données |
| Meaucé                         | 28240      | 28240       | Nogent-le-Rotrou | Nogent-le-Rotrou                 | CC Terres de Perche                       | 11,33            | 499 (2022)                        | 44                 | modifier les données · modifier les données |
| Méréglise                      | 28242      | 28120       | Chartres         | Illiers-Combray                  | CC Entre Beauce et Perche                 | 4,41             | 106 (2022)                        | 24                 | modifier les données · modifier les données |
| Mérouville                     | 28243      | 28310       | Chartres         | Les Villages Vovéens             | CC Cœur de Beauce                         | 9,62             | 215 (2022)                        | 22                 | modifier les données · modifier les données |
| Meslay-le-Grenet               | 28245      | 28120       | Chartres         | Illiers-Combray                  | CA Chartres Métropole                     | 8,94             | 376 (2022)                        | 42                 | modifier les données · modifier les données |
| Meslay-le-Vidame               | 28246      | 28360       | Châteaudun       | Les Villages Vovéens             | CA Chartres Métropole                     | 14,67            | 516 (2022)                        | 35                 | modifier les données · modifier les données |
| Le Mesnil-Simon                | 28247      | 28260       | Dreux            | Anet                             | CA du Pays de Dreux                       | 9,17             | 569 (2022)                        | 62                 | modifier les données · modifier les données |
| Le Mesnil-Thomas               | 28248      | 28250       | Dreux            | Saint-Lubin-des-Joncherets       | CC des Forêts du Perche                   | 16,34            | 337 (2022)                        | 21                 | modifier les données · modifier les données |
| Mévoisins                      | 28249      | 28130       | Chartres         | Épernon                          | CC des Portes Euréliennes d'Île-de-France | 4,28             | 622 (2022)                        | 145                | modifier les données · modifier les données |
| Mézières-en-Drouais            | 28251      | 28500       | Dreux            | Dreux-2                          | CA du Pays de Dreux                       | 8,40             | 1 057 (2022)                      | 126                | modifier les données · modifier les données |
| Miermaigne                     | 28252      | 28480       | Nogent-le-Rotrou | Brou                             | CC du Perche                              | 10,89            | 171 (2022)                        | 16                 | modifier les données · modifier les données |
| Mignières                      | 28253      | 28630       | Chartres         | Chartres-2                       | CA Chartres Métropole                     | 13,04            | 1 157 (2022)                      | 89                 | modifier les données · modifier les données |
| Mittainvilliers-Vérigny        | 28254      | 28190       | Chartres         | Illiers-Combray                  | CA Chartres Métropole                     | 24,76            | 800 (2022)                        | 32                 | modifier les données · modifier les données |
| Moinville-la-Jeulin            | 28255      | 28700       | Chartres         | Auneau                           | CA Chartres Métropole                     | 6,05             | 160 (2022)                        | 26                 | modifier les données · modifier les données |
| Moléans                        | 28256      | 28200       | Châteaudun       | Châteaudun                       | CC du Grand Châteaudun                    | 11,09            | 442 (2022)                        | 40                 | modifier les données · modifier les données |
| Mondonville-Saint-Jean         | 28257      | 28700       | Chartres         | Auneau                           | CC des Portes Euréliennes d'Île-de-France | 5,44             | 93 (2022)                         | 17                 | modifier les données · modifier les données |
| Montboissier                   | 28259      | 28800       | Châteaudun       | Châteaudun                       | CC du Bonnevalais                         | 13,94            | 348 (2022)                        | 25                 | modifier les données · modifier les données |
| Montharville                   | 28260      | 28800       | Châteaudun       | Châteaudun                       | CC du Bonnevalais                         | 6,34             | 103 (2022)                        | 16                 | modifier les données · modifier les données |
| Montigny-le-Chartif            | 28261      | 28120       | Nogent-le-Rotrou | Brou                             | CC Entre Beauce et Perche                 | 25,96            | 590 (2022)                        | 23                 | modifier les données · modifier les données |
| Montigny-sur-Avre              | 28263      | 28270       | Dreux            | Saint-Lubin-des-Joncherets       | CC Interco Normandie Sud Eure             | 7,26             | 272 (2022)                        | 37                 | modifier les données · modifier les données |
| Montireau                      | 28264      | 28240       | Nogent-le-Rotrou | Nogent-le-Rotrou                 | CC Terres de Perche                       | 10,10            | 136 (2022)                        | 13                 | modifier les données · modifier les données |
| Montlandon                     | 28265      | 28240       | Nogent-le-Rotrou | Nogent-le-Rotrou                 | CC Terres de Perche                       | 2,87             | 254 (2022)                        | 89                 | modifier les données · modifier les données |
| Montreuil                      | 28267      | 28500       | Dreux            | Anet                             | CA du Pays de Dreux                       | 6,21             | 530 (2022)                        | 85                 | modifier les données · modifier les données |
| Morainville                    | 28268      | 28700       | Chartres         | Auneau                           | CC des Portes Euréliennes d'Île-de-France | 3,82             | 17 (2022)                         | 4,5                | modifier les données · modifier les données |
| Morancez                       | 28269      | 28630       | Chartres         | Chartres-2                       | CA Chartres Métropole                     | 7,13             | 1 927 (2022)                      | 270                | modifier les données · modifier les données |
| Moriers                        | 28270      | 28800       | Châteaudun       | Châteaudun                       | CC du Bonnevalais                         | 9,03             | 223 (2022)                        | 25                 | modifier les données · modifier les données |
| Morvilliers                    | 28271      | 28340       | Dreux            | Saint-Lubin-des-Joncherets       | CC des Forêts du Perche                   | 9,92             | 127 (2022)                        | 13                 | modifier les données · modifier les données |
| Mottereau                      | 28272      | 28160       | Châteaudun       | Brou                             | CC Entre Beauce et Perche                 | 8,79             | 152 (2022)                        | 17                 | modifier les données · modifier les données |
| Moulhard                       | 28273      | 28160       | Nogent-le-Rotrou | Brou                             | CC du Grand Châteaudun                    | 11,17            | 139 (2022)                        | 12                 | modifier les données · modifier les données |
| Moutiers                       | 28274      | 28150       | Chartres         | Les Villages Vovéens             | CC Cœur de Beauce                         | 21,20            | 243 (2022)                        | 11                 | modifier les données · modifier les données |
| Néron                          | 28275      | 28210       | Dreux            | Épernon                          | CC des Portes Euréliennes d'Île-de-France | 19,04            | 699 (2022)                        | 37                 | modifier les données · modifier les données |
| Neuville Saint Denis           | 28319      | 28310       | Chartres         | Villages Vovéens                 | CC Cœur de Beauce                         | 41,41            | 657 (2022)                        | 16                 | modifier les données · modifier les données |
| Neuvy-en-Dunois                | 28277      | 28800       | Châteaudun       | Les Villages Vovéens             | CC du Bonnevalais                         | 25,87            | 305 (2022)                        | 12                 | modifier les données · modifier les données |
| Nogent-le-Phaye                | 28278      | 28630       | Chartres         | Chartres-2                       | CA Chartres Métropole                     | 15,01            | 1 463 (2022)                      | 97                 | modifier les données · modifier les données |
| Nogent-le-Roi                  | 28279      | 28210       | Dreux            | Épernon                          | CC des Portes Euréliennes d'Île-de-France | 13,01            | 4 023 (2022)                      | 309                | modifier les données · modifier les données |
| Nogent-le-Rotrou               | 28280      | 28400       | Nogent-le-Rotrou | Nogent-le-Rotrou                 | CC du Perche                              | 23,49            | 9 305 (2022)                      | 396                | modifier les données · modifier les données |
| Nogent-sur-Eure                | 28281      | 28120       | Chartres         | Illiers-Combray                  | CA Chartres Métropole                     | 9,22             | 502 (2022)                        | 54                 | modifier les données · modifier les données |
| Nonvilliers-Grandhoux          | 28282      | 28120       | Nogent-le-Rotrou | Nogent-le-Rotrou                 | CC Terres de Perche                       | 21,61            | 431 (2022)                        | 20                 | modifier les données · modifier les données |
| Nottonville                    | 28283      | 28140       | Châteaudun       | Les Villages Vovéens             | CC Cœur de Beauce                         | 24,74            | 283 (2022)                        | 11                 | modifier les données · modifier les données |
| Oinville-Saint-Liphard         | 28284      | 28310       | Chartres         | Les Villages Vovéens             | CC Cœur de Beauce                         | 21,77            | 277 (2022)                        | 13                 | modifier les données · modifier les données |
| Oinville-sous-Auneau           | 28285      | 28700       | Chartres         | Auneau                           | CA Chartres Métropole                     | 10,38            | 326 (2022)                        | 31                 | modifier les données · modifier les données |
| Ollé                           | 28286      | 28120       | Chartres         | Illiers-Combray                  | CA Chartres Métropole                     | 13,12            | 626 (2022)                        | 48                 | modifier les données · modifier les données |
| Orgères-en-Beauce              | 28287      | 28140       | Châteaudun       | Les Villages Vovéens             | CC Cœur de Beauce                         | 15,24            | 998 (2022)                        | 65                 | modifier les données · modifier les données |
| Ormoy                          | 28289      | 28210       | Dreux            | Dreux-2                          | CA du Pays de Dreux                       | 9,04             | 224 (2022)                        | 25                 | modifier les données · modifier les données |
| Orrouer                        | 28290      | 28190       | Chartres         | Illiers-Combray                  | CC Entre Beauce et Perche                 | 13,25            | 282 (2022)                        | 21                 | modifier les données · modifier les données |
| Ouarville                      | 28291      | 28150       | Chartres         | Les Villages Vovéens             | CC Cœur de Beauce                         | 20,13            | 534 (2022)                        | 27                 | modifier les données · modifier les données |
| Ouerre                         | 28292      | 28500       | Dreux            | Dreux-2                          | CA du Pays de Dreux                       | 12,73            | 785 (2022)                        | 62                 | modifier les données · modifier les données |
| Oulins                         | 28293      | 28260       | Dreux            | Anet                             | CA du Pays de Dreux                       | 10,08            | 1 221 (2022)                      | 121                | modifier les données · modifier les données |
| Oysonville                     | 28294      | 28700       | Chartres         | Auneau                           | CC Cœur de Beauce                         | 9,63             | 526 (2022)                        | 55                 | modifier les données · modifier les données |
| Péronville                     | 28296      | 28140       | Châteaudun       | Les Villages Vovéens             | CC Cœur de Beauce                         | 24,90            | 260 (2022)                        | 10                 | modifier les données · modifier les données |
| Pierres                        | 28298      | 28130       | Chartres         | Épernon                          | CC des Portes Euréliennes d'Île-de-France | 10,41            | 2 792 (2022)                      | 268                | modifier les données · modifier les données |
| Les Pinthières                 | 28299      | 28210       | Dreux            | Épernon                          | CC des Portes Euréliennes d'Île-de-France | 4,01             | 164 (2022)                        | 41                 | modifier les données · modifier les données |
| Poinville                      | 28300      | 28310       | Chartres         | Les Villages Vovéens             | CC Cœur de Beauce                         | 8,08             | 173 (2022)                        | 21                 | modifier les données · modifier les données |
| Poisvilliers                   | 28301      | 28300       | Chartres         | Chartres-1                       | CA Chartres Métropole                     | 10,57            | 460 (2022)                        | 44                 | modifier les données · modifier les données |
| Pontgouin                      | 28302      | 28190       | Chartres         | Illiers-Combray                  | CC Entre Beauce et Perche                 | 25,16            | 1 117 (2022)                      | 44                 | modifier les données · modifier les données |
| Poupry                         | 28303      | 28140       | Châteaudun       | Les Villages Vovéens             | CC Cœur de Beauce                         | 14,48            | 99 (2022)                         | 6,8                | modifier les données · modifier les données |
| Prasville                      | 28304      | 28150       | Chartres         | Les Villages Vovéens             | CC Cœur de Beauce                         | 16,26            | 449 (2022)                        | 28                 | modifier les données · modifier les données |
| Pré-Saint-Évroult              | 28305      | 28800       | Châteaudun       | Les Villages Vovéens             | CC du Bonnevalais                         | 21,55            | 286 (2022)                        | 13                 | modifier les données · modifier les données |
| Pré-Saint-Martin               | 28306      | 28800       | Châteaudun       | Les Villages Vovéens             | CC du Bonnevalais                         | 7,25             | 176 (2022)                        | 24                 | modifier les données · modifier les données |
| Prudemanche                    | 28308      | 28270       | Dreux            | Saint-Lubin-des-Joncherets       | CA du Pays de Dreux                       | 15,43            | 264 (2022)                        | 17                 | modifier les données · modifier les données |
| Prunay-le-Gillon               | 28309      | 28360       | Chartres         | Chartres-2                       | CA Chartres Métropole                     | 25,36            | 1 155 (2022)                      | 46                 | modifier les données · modifier les données |
| La Puisaye                     | 28310      | 28250       | Dreux            | Saint-Lubin-des-Joncherets       | CC des Forêts du Perche                   | 20,50            | 247 (2022)                        | 12                 | modifier les données · modifier les données |
| Puiseux                        | 28312      | 28170       | Dreux            | Saint-Lubin-des-Joncherets       | CA du Pays de Dreux                       | 5,22             | 133 (2022)                        | 25                 | modifier les données · modifier les données |
| Réclainville                   | 28313      | 28150       | Chartres         | Les Villages Vovéens             | CC Cœur de Beauce                         | 9,80             | 203 (2022)                        | 21                 | modifier les données · modifier les données |
| Les Ressuintes                 | 28314      | 28340       | Dreux            | Saint-Lubin-des-Joncherets       | CC des Forêts du Perche                   | 7,46             | 153 (2022)                        | 21                 | modifier les données · modifier les données |
| Revercourt                     | 28315      | 28270       | Dreux            | Saint-Lubin-des-Joncherets       | CA du Pays de Dreux                       | 5,53             | 25 (2022)                         | 4,5                | modifier les données · modifier les données |
| Rohaire                        | 28316      | 28340       | Dreux            | Saint-Lubin-des-Joncherets       | CC des Forêts du Perche                   | 10,01            | 131 (2022)                        | 13                 | modifier les données · modifier les données |
| Roinville                      | 28317      | 28700       | Chartres         | Auneau                           | CA Chartres Métropole                     | 6,83             | 582 (2022)                        | 85                 | modifier les données · modifier les données |
| Rouvres                        | 28321      | 28260       | Dreux            | Anet                             | CA du Pays de Dreux                       | 16,24            | 818 (2022)                        | 50                 | modifier les données · modifier les données |
| Rueil-la-Gadelière             | 28322      | 28270       | Dreux            | Saint-Lubin-des-Joncherets       | CA du Pays de Dreux                       | 18,44            | 469 (2022)                        | 25                 | modifier les données · modifier les données |
| Saint-Ange-et-Torçay           | 28323      | 28170       | Dreux            | Saint-Lubin-des-Joncherets       | CA du Pays de Dreux                       | 16,61            | 284 (2022)                        | 17                 | modifier les données · modifier les données |
| Saint-Arnoult-des-Bois         | 28324      | 28190       | Chartres         | Illiers-Combray                  | CC Entre Beauce et Perche                 | 20,67            | 895 (2022)                        | 43                 | modifier les données · modifier les données |
| Saint-Aubin-des-Bois           | 28325      | 28300       | Chartres         | Chartres-3                       | CA Chartres Métropole                     | 18,09            | 1 127 (2022)                      | 62                 | modifier les données · modifier les données |
| Saint-Avit-les-Guespières      | 28326      | 28120       | Châteaudun       | Illiers-Combray                  | CC Entre Beauce et Perche                 | 12,64            | 347 (2022)                        | 27                 | modifier les données · modifier les données |
| Saint-Bomer                    | 28327      | 28330       | Nogent-le-Rotrou | Brou                             | CC du Perche                              | 13,32            | 194 (2022)                        | 15                 | modifier les données · modifier les données |
| Saint-Christophe               | 28329      | 28200       | Châteaudun       | Châteaudun                       | CC du Grand Châteaudun                    | 6,13             | 148 (2022)                        | 24                 | modifier les données · modifier les données |
| Saint-Denis-des-Puits          | 28333      | 28240       | Chartres         | Illiers-Combray                  | CC Entre Beauce et Perche                 | 13,53            | 150 (2022)                        | 11                 | modifier les données · modifier les données |
| Saint-Denis-Lanneray           | 28334      | 28200       | Châteaudun       | Châteaudun                       | CC du Grand Châteaudun                    | 40,43            | 2 095 (2022)                      | 52                 | modifier les données · modifier les données |
| Saint-Éliph                    | 28335      | 28240       | Nogent-le-Rotrou | Nogent-le-Rotrou                 | CC Terres de Perche                       | 23,46            | 833 (2022)                        | 36                 | modifier les données · modifier les données |
| Saint-Éman                     | 28336      | 28120       | Chartres         | Illiers-Combray                  | CC Entre Beauce et Perche                 | 4,60             | 94 (2022)                         | 20                 | modifier les données · modifier les données |
| Saint-Georges-sur-Eure         | 28337      | 28190       | Chartres         | Illiers-Combray                  | CA Chartres Métropole                     | 15,43            | 2 728 (2022)                      | 177                | modifier les données · modifier les données |
| Saint-Germain-le-Gaillard      | 28339      | 28190       | Chartres         | Illiers-Combray                  | CC Entre Beauce et Perche                 | 8,13             | 372 (2022)                        | 46                 | modifier les données · modifier les données |
| Saint-Jean-de-Rebervilliers    | 28341      | 28170       | Dreux            | Saint-Lubin-des-Joncherets       | CA du Pays de Dreux                       | 11,03            | 243 (2022)                        | 22                 | modifier les données · modifier les données |
| Saint-Jean-Pierre-Fixte        | 28342      | 28400       | Nogent-le-Rotrou | Nogent-le-Rotrou                 | CC du Perche                              | 6,91             | 269 (2022)                        | 39                 | modifier les données · modifier les données |
| Saint-Laurent-la-Gâtine        | 28343      | 28210       | Dreux            | Épernon                          | CC des Portes Euréliennes d'Île-de-France | 6,95             | 463 (2022)                        | 67                 | modifier les données · modifier les données |
| Saint-Léger-des-Aubées         | 28344      | 28700       | Chartres         | Auneau                           | CA Chartres Métropole                     | 13,18            | 257 (2022)                        | 19                 | modifier les données · modifier les données |
| Saint-Lubin-de-Cravant         | 28346      | 28270       | Dreux            | Saint-Lubin-des-Joncherets       | CA du Pays de Dreux                       | 6,93             | 55 (2022)                         | 7,9                | modifier les données · modifier les données |
| Saint-Lubin-de-la-Haye         | 28347      | 28410       | Dreux            | Anet                             | CC du Pays Houdanais                      | 14,32            | 950 (2022)                        | 66                 | modifier les données · modifier les données |
| Saint-Lubin-des-Joncherets     | 28348      | 28350       | Dreux            | Saint-Lubin-des-Joncherets       | CA du Pays de Dreux                       | 14,46            | 4 129 (2022)                      | 286                | modifier les données · modifier les données |
| Saint-Lucien                   | 28349      | 28210       | Dreux            | Épernon                          | CC des Portes Euréliennes d'Île-de-France | 8,71             | 278 (2022)                        | 32                 | modifier les données · modifier les données |
| Saint-Luperce                  | 28350      | 28190       | Chartres         | Illiers-Combray                  | CC Entre Beauce et Perche                 | 14,35            | 994 (2022)                        | 69                 | modifier les données · modifier les données |
| Saint-Maixme-Hauterive         | 28351      | 28170       | Dreux            | Saint-Lubin-des-Joncherets       | CA du Pays de Dreux                       | 31,95            | 410 (2022)                        | 13                 | modifier les données · modifier les données |
| Saint-Martin-de-Nigelles       | 28352      | 28130       | Chartres         | Épernon                          | CC des Portes Euréliennes d'Île-de-France | 12,31            | 1 581 (2022)                      | 128                | modifier les données · modifier les données |
| Saint-Maur-sur-le-Loir         | 28353      | 28800       | Châteaudun       | Châteaudun                       | CC du Bonnevalais                         | 16,54            | 405 (2022)                        | 24                 | modifier les données · modifier les données |
| Saint-Maurice-Saint-Germain    | 28354      | 28240       | Nogent-le-Rotrou | Nogent-le-Rotrou                 | CC Terres de Perche                       | 12,19            | 484 (2022)                        | 40                 | modifier les données · modifier les données |
| Saint-Ouen-Marchefroy          | 28355      | 28260       | Dreux            | Anet                             | CA du Pays de Dreux                       | 9,21             | 293 (2022)                        | 32                 | modifier les données · modifier les données |
| Saint-Piat                     | 28357      | 28130       | Chartres         | Épernon                          | CC des Portes Euréliennes d'Île-de-France | 11,29            | 1 121 (2022)                      | 99                 | modifier les données · modifier les données |
| Saint-Prest                    | 28358      | 28300       | Chartres         | Chartres-1                       | CA Chartres Métropole                     | 16,71            | 2 119 (2022)                      | 127                | modifier les données · modifier les données |
| Saint-Rémy-sur-Avre            | 28359      | 28380       | Dreux            | Saint-Lubin-des-Joncherets       | CA du Pays de Dreux                       | 13,05            | 4 065 (2022)                      | 311                | modifier les données · modifier les données |
| Saint-Sauveur-Marville         | 28360      | 28170       | Dreux            | Saint-Lubin-des-Joncherets       | CA du Pays de Dreux                       | 18,84            | 927 (2022)                        | 49                 | modifier les données · modifier les données |
| Saint-Victor-de-Buthon         | 28362      | 28240       | Nogent-le-Rotrou | Nogent-le-Rotrou                 | CC Terres de Perche                       | 27,72            | 509 (2022)                        | 18                 | modifier les données · modifier les données |
| Sainte-Gemme-Moronval          | 28332      | 28500       | Dreux            | Dreux-2                          | CA du Pays de Dreux                       | 5,46             | 1 158 (2022)                      | 212                | modifier les données · modifier les données |
| Saintigny                      | 28331      | 28480       | Nogent-le-Rotrou | Nogent-le-Rotrou                 | CC Terres de Perche                       | 45,22            | 934 (2022)                        | 21                 | modifier les données · modifier les données |
| Sainville                      | 28363      | 28700       | Chartres         | Auneau                           | CC Cœur de Beauce                         | 21,87            | 1 037 (2022)                      | 47                 | modifier les données · modifier les données |
| Sancheville                    | 28364      | 28800       | Châteaudun       | Les Villages Vovéens             | CC du Bonnevalais                         | 21,77            | 748 (2022)                        | 34                 | modifier les données · modifier les données |
| Sandarville                    | 28365      | 28120       | Chartres         | Illiers-Combray                  | CA Chartres Métropole                     | 9,51             | 419 (2022)                        | 44                 | modifier les données · modifier les données |
| Santeuil                       | 28366      | 28700       | Chartres         | Auneau                           | CA Chartres Métropole                     | 9,24             | 324 (2022)                        | 35                 | modifier les données · modifier les données |
| Santilly                       | 28367      | 28310       | Chartres         | Les Villages Vovéens             | CC Cœur de Beauce                         | 17,66            | 306 (2022)                        | 17                 | modifier les données · modifier les données |
| La Saucelle                    | 28368      | 28250       | Dreux            | Saint-Lubin-des-Joncherets       | CC des Forêts du Perche                   | 14,26            | 201 (2022)                        | 14                 | modifier les données · modifier les données |
| Saulnières                     | 28369      | 28500       | Dreux            | Dreux-1                          | CA du Pays de Dreux                       | 10,65            | 772 (2022)                        | 72                 | modifier les données · modifier les données |
| Saumeray                       | 28370      | 28800       | Châteaudun       | Châteaudun                       | CC du Bonnevalais                         | 19,46            | 467 (2022)                        | 24                 | modifier les données · modifier les données |
| Saussay                        | 28371      | 28260       | Dreux            | Anet                             | CA du Pays de Dreux                       | 4,59             | 1 090 (2022)                      | 237                | modifier les données · modifier les données |
| Senantes                       | 28372      | 28210       | Dreux            | Épernon                          | CC des Portes Euréliennes d'Île-de-France | 7,57             | 537 (2022)                        | 71                 | modifier les données · modifier les données |
| Senonches                      | 28373      | 28250       | Dreux            | Saint-Lubin-des-Joncherets       | CC des Forêts du Perche                   | 62,48            | 3 013 (2022)                      | 48                 | modifier les données · modifier les données |
| Serazereux                     | 28374      | 28170       | Dreux            | Saint-Lubin-des-Joncherets       | CA du Pays de Dreux                       | 15,58            | 538 (2022)                        | 35                 | modifier les données · modifier les données |
| Serville                       | 28375      | 28410       | Dreux            | Anet                             | CA du Pays de Dreux                       | 5,62             | 362 (2022)                        | 64                 | modifier les données · modifier les données |
| Sorel-Moussel                  | 28377      | 28260       | Dreux            | Anet                             | CA du Pays de Dreux                       | 12,80            | 1 782 (2022)                      | 139                | modifier les données · modifier les données |
| Souancé-au-Perche              | 28378      | 28400       | Nogent-le-Rotrou | Nogent-le-Rotrou                 | CC du Perche                              | 18,94            | 496 (2022)                        | 26                 | modifier les données · modifier les données |
| Soulaires                      | 28379      | 28130       | Chartres         | Épernon                          | CC des Portes Euréliennes d'Île-de-France | 5,87             | 474 (2022)                        | 81                 | modifier les données · modifier les données |
| Sours                          | 28380      | 28630       | Chartres         | Chartres-2                       | CA Chartres Métropole                     | 33,15            | 1 964 (2022)                      | 59                 | modifier les données · modifier les données |
| Terminiers                     | 28382      | 28140       | Châteaudun       | Les Villages Vovéens             | CC Cœur de Beauce                         | 31,72            | 881 (2022)                        | 28                 | modifier les données · modifier les données |
| Theuville                      | 28383      | 28150 28360 | Chartres         | Les Villages Vovéens             | CA Chartres Métropole                     | 29,86            | 728 (2022)                        | 24                 | modifier les données · modifier les données |
| Le Thieulin                    | 28385      | 28240       | Nogent-le-Rotrou | Illiers-Combray                  | CC Entre Beauce et Perche                 | 11,71            | 427 (2022)                        | 36                 | modifier les données · modifier les données |
| Thimert-Gâtelles               | 28386      | 28170       | Dreux            | Saint-Lubin-des-Joncherets       | CA du Pays de Dreux                       | 42,67            | 1 240 (2022)                      | 29                 | modifier les données · modifier les données |
| Thiron-Gardais                 | 28387      | 28480       | Nogent-le-Rotrou | Nogent-le-Rotrou                 | CC Terres de Perche                       | 13,46            | 972 (2022)                        | 72                 | modifier les données · modifier les données |
| Thivars                        | 28388      | 28630       | Chartres         | Chartres-2                       | CA Chartres Métropole                     | 9,22             | 1 099 (2022)                      | 119                | modifier les données · modifier les données |
| Thiville                       | 28389      | 28200       | Châteaudun       | Châteaudun                       | CC du Grand Châteaudun                    | 27,80            | 337 (2022)                        | 12                 | modifier les données · modifier les données |
| Tillay-le-Péneux               | 28390      | 28140       | Châteaudun       | Les Villages Vovéens             | CC Cœur de Beauce                         | 22,19            | 313 (2022)                        | 14                 | modifier les données · modifier les données |
| Toury                          | 28391      | 28310       | Chartres         | Les Villages Vovéens             | CC Cœur de Beauce                         | 18,72            | 2 620 (2022)                      | 140                | modifier les données · modifier les données |
| Trancrainville                 | 28392      | 28310       | Chartres         | Les Villages Vovéens             | CC Cœur de Beauce                         | 11,61            | 169 (2022)                        | 15                 | modifier les données · modifier les données |
| Tremblay-les-Villages          | 28393      | 28170       | Dreux            | Saint-Lubin-des-Joncherets       | CA du Pays de Dreux                       | 63,31            | 2 208 (2022)                      | 35                 | modifier les données · modifier les données |
| Tréon                          | 28394      | 28500       | Dreux            | Dreux-1                          | CA du Pays de Dreux                       | 10,93            | 1 448 (2022)                      | 132                | modifier les données · modifier les données |
| Trizay-Coutretot-Saint-Serge   | 28395      | 28400       | Nogent-le-Rotrou | Nogent-le-Rotrou                 | CC du Perche                              | 11,15            | 438 (2022)                        | 39                 | modifier les données · modifier les données |
| Trizay-lès-Bonneval            | 28396      | 28800       | Châteaudun       | Châteaudun                       | CC du Bonnevalais                         | 9,77             | 318 (2022)                        | 33                 | modifier les données · modifier les données |
| Umpeau                         | 28397      | 28700       | Chartres         | Auneau                           | CA Chartres Métropole                     | 11,49            | 403 (2022)                        | 35                 | modifier les données · modifier les données |
| Unverre                        | 28398      | 28160       | Châteaudun       | Brou                             | CC du Grand Châteaudun                    | 62,33            | 1 212 (2022)                      | 19                 | modifier les données · modifier les données |
| Vald'Yerre                     | 28012      | 28290       | Châteaudun       | Brou                             | CC du Grand Châteaudun                    | 145,30           | 3 608 (2022)                      | 25                 | modifier les données · modifier les données |
| Varize                         | 28400      | 28140       | Châteaudun       | Les Villages Vovéens             | CC Cœur de Beauce                         | 13,85            | 189 (2022)                        | 14                 | modifier les données · modifier les données |
| Vaupillon                      | 28401      | 28240       | Nogent-le-Rotrou | Nogent-le-Rotrou                 | CC Terres de Perche                       | 12,47            | 461 (2022)                        | 37                 | modifier les données · modifier les données |
| Ver-lès-Chartres               | 28403      | 28630       | Chartres         | Chartres-2                       | CA Chartres Métropole                     | 9,46             | 776 (2022)                        | 82                 | modifier les données · modifier les données |
| Vernouillet                    | 28404      | 28500       | Dreux            | Dreux-1                          | CA du Pays de Dreux                       | 12,11            | 12 491 (2022)                     | 1 031              | modifier les données · modifier les données |
| Vert-en-Drouais                | 28405      | 28500       | Dreux            | Dreux-1                          | CA du Pays de Dreux                       | 9,70             | 1 119 (2022)                      | 115                | modifier les données · modifier les données |
| Vichères                       | 28407      | 28480       | Nogent-le-Rotrou | Nogent-le-Rotrou                 | CC du Perche                              | 12,27            | 288 (2022)                        | 23                 | modifier les données · modifier les données |
| Vierville                      | 28408      | 28700       | Chartres         | Auneau                           | CC des Portes Euréliennes d'Île-de-France | 6,81             | 110 (2022)                        | 16                 | modifier les données · modifier les données |
| Vieuvicq                       | 28409      | 28120       | Châteaudun       | Illiers-Combray                  | CC Entre Beauce et Perche                 | 15,62            | 445 (2022)                        | 28                 | modifier les données · modifier les données |
| Les Villages Vovéens           | 28422      | 28150       | Chartres         | Les Villages Vovéens             | CC Cœur de Beauce                         | 62,85            | 3 977 (2022)                      | 63                 | modifier les données · modifier les données |
| Villampuy                      | 28410      | 28200       | Châteaudun       | Châteaudun                       | CC du Grand Châteaudun                    | 16,71            | 298 (2022)                        | 18                 | modifier les données · modifier les données |
| Villars                        | 28411      | 28150       | Chartres         | Les Villages Vovéens             | CC Cœur de Beauce                         | 8,34             | 180 (2022)                        | 22                 | modifier les données · modifier les données |
| Villebon                       | 28414      | 28190       | Chartres         | Illiers-Combray                  | CC Entre Beauce et Perche                 | 2,16             | 56 (2022)                         | 26                 | modifier les données · modifier les données |
| Villemaury                     | 28330      | 28200       | Châteaudun       | Châteaudun                       | CC du Grand Châteaudun                    | 76,45            | 1 300 (2022)                      | 17                 | modifier les données · modifier les données |
| Villemeux-sur-Eure             | 28415      | 28210       | Dreux            | Dreux-2                          | CA du Pays de Dreux                       | 18,59            | 1 808 (2022)                      | 97                 | modifier les données · modifier les données |
| Villiers-le-Morhier            | 28417      | 28130       | Dreux            | Épernon                          | CC des Portes Euréliennes d'Île-de-France | 10,39            | 1 359 (2022)                      | 131                | modifier les données · modifier les données |
| Villiers-Saint-Orien           | 28418      | 28800       | Châteaudun       | Châteaudun                       | CC du Bonnevalais                         | 15,11            | 162 (2022)                        | 11                 | modifier les données · modifier les données |
| Vitray-en-Beauce               | 28419      | 28360       | Châteaudun       | Les Villages Vovéens             | CA Chartres Métropole                     | 10,92            | 353 (2022)                        | 32                 | modifier les données · modifier les données |
| Voise                          | 28421      | 28700       | Chartres         | Auneau                           | CA Chartres Métropole                     | 10,39            | 251 (2022)                        | 24                 | modifier les données · modifier les données |
| Yermenonville                  | 28423      | 28130       | Chartres         | Auneau                           | CC des Portes Euréliennes d'Île-de-France | 5,04             | 624 (2022)                        | 124                | modifier les données · modifier les données |
| Yèvres                         | 28424      | 28160       | Châteaudun       | Brou                             | CC du Grand Châteaudun                    | 41,75            | 1 673 (2022)                      | 40                 | modifier les données · modifier les données |
| Ymeray                         | 28425      | 28320       | Chartres         | Auneau                           | CC des Portes Euréliennes d'Île-de-France | 6,85             | 574 (2022)                        | 84                 | modifier les données · modifier les données |
| Ymonville                      | 28426      | 28150       | Chartres         | Les Villages Vovéens             | CC Cœur de Beauce                         | 20,69            | 481 (2022)                        | 23                 | modifier les données · modifier les données |
| Eure-et-Loir                   | 28         |             |                  |                                  |                                           | 5 880,00         | 432 950 (2022)                    | 74                 | modifier les données                        |